# Simbar-shipak
Simbar-Šipak, of mogelijk Simbar-Šiḫu, ca. 1025-1008 v.Chr., was de grondlegger van de 2e Dynastie van het Zeeland Babylons 5e Dynastie. Zijn naam wordt gewoonlijk geschreven als msim-bar-dši-i-ḪU of si-im-bar-ši-ḪU in het spijkerschrift, waarbij de lezing van het laatste symbool onzeker is, De naam betekent “afstammeling van de (Kassitische) god Šipak”.
Hij voerde een herstelprogramma uit inzake een aantal tempels die eerder door plunderende Arameeërs en Sutû verwoest waren. Het blijft onopgehelderd off hij dezelfde persoon is als de (mSi-bir) die genoemd wordt door Assurnasirpal II in diens annalen als degene die eerder Atlila (waarschijnlijk het moderne Bakr Awa) had ingenomen en verwoest, een stad aan de rechterflank van Assyrië.

## Biografie
Simbar-Šipak leefde in woelige tijd, gekenmerkt door misoogsten en voortdurende onrust veroorzaakt door seminomadische indringers. Deze problemen brachten de voorafgaande tweede dynastie van Isin (Babylon IV) ten val. Simbar-Šipak was een militair uit het zuiden van het land en kwam naar voren om de situatie tot rust te brengen. Hij regeerde 18 jaar volgens de Koningslijst A. en 17 jaar volgens de Dynastische Kroniek. De laatste kroniek noemt hem Simbar-Šiḫu, “ridder van het Zeeland,” zoon van Eriba-Sin, een verder onbekend persoon, en een soldaat van de dynastie van Damiq-ilišu,. Dit is een mogelijke verwijzing naar de laatste koning van de eerste dynasite van Isin, van wie die grondlegger van een eerste Zeeland-dynastie, Ilum-ma-ilī, beweerd had af te stammen, of anders naar Damqi-ilishu van de Zeeland-dynastie. Ondanks het Kassitische karakter van zijn naam, is er verder geen aanwijzing tot welke stam hij behoorde. Hoewel er geen spoor van zijn naam te vinden is in de Assyrische Synchronistische koningslijst, zou de koning wellicht verschenen zijn in de sectie die tegenover Erība-Adad II behoort.
Er zijn slechts vier geschreven documenten die uit zijn bewind dateren. Een daarvan betreft twee late kopieën van een koninklijke inscriptie die bekendstaat als “Enlils troon” of de “Koninklijke inscriptie van Simbar-Šipak”,. Daarover meer hieronder.
Een tweede document is een juridische acte opgesteld in zijn twaalfde jaar. Deze regelt de verkoop van land als vergoeding van een losgeld betaald door een middelman als lossing voor de drie zoons van de voormalige landeigenaar,. De inscriptie op de onderkant van het tablet stelt:

Ea-mukîn-zêri, de zoon van Belani, de priester van Eridu, en de schrijver Esagilâa, zoon van Arad-Ea, die het tablet behoudt zijn aanwezig. De stad Saḫritu, in de Tweede Elul, in het twaalfde jaar van Simbar-Šipak, koning van Babylon. The kleinagel van Zêria, zoon van Kudurri, de tollenaar, vertegenwoordigt zijn zegel.”
— Simbar-Šihu kudurru

Het is verleidelijk de eerste getuige gelijk te stellen aan de man die Simbar-Šipaks ondergang en opvolger zou worden, Ea-mukin-zēri maar dat is speculatief.
Het derde document is een inschrift in een dolk die nu in het Archaeologische Museum van Tabriz, Iran, berust en die naar verluidt gevonden werd in een rivier in het oostelijk deel van de provincie Azerbaijan,.
Het vierde document betreft een pijlspits met het inschrift "(Eigendom) van Simbar-Šiḫu, zoon van Eriba-Sin". Dit bevestigt de naam van zijn vader gegeven in twee veel latere kronieken.

### Koninklijke Inscriptie van Simbar-Šipak
Deze inscriptie is bewaard op twee kopieën van een inscriptie van de koning ter gelegenheid van het herinwijding van de troon van de godheid Enlil in de tempel E-kur-igigal te Nippur nadat bepaalde “goederen en eigendommen van Enlil” door een Assyrische koning teruggegeven waren, die deze inbeslaggenomen had van de Arameeërs, de oorspronkelijke dieven. De inscriptie stelt dat het Marduk is die op de troon zetelt. Klaarblijkelijk werden Enlil en Marduk hier als dezelfde godheid behandeld. Daarmee kan de verheffing van Marduk tot oppergod, en daarmee van de stad Babylon tot de nationale religieuze hoofdstad, die een eeuw eerder door Nebukadnezar I begonnen was, als voltooid gezien worden. De Eclectische Kroniek beschrijft dezelfde gebeurtenissen. Het inschrift vervolgt met een beschrijving van het onheil gesticht door de Arameeërs en de Sutû, terug tot in de tijd van koning Adad-apla-iddina: Inscription of Simbar-Šipak. Late Babylonische kopie

(Betreffende) de troon van de god Enlil in de (tempel) E-kur-igigal, die Nabû-kudurrī-uṣur een eerdere koning gebouwd had: Onder het bewind van Adad-apla-iddina, koning van Babylon, plunderen Arameeërs en Suteeërs, vijanden van de E-kur (tempel) en (de stad) Nippur, zij die de hand sloegen aan Duranki (Nippur), (die) verwarring zaaiden in Sippar, de onberispelijke stad, de zetel van de opperrechter der goden en van hun cultus, het land van Sumer en Akkad, en wierpen alle tempels omver. De goederen (en) eigendom van de god Enlil die de Arameeërs hadden afgevoerd en die in handen gevallen waren van Subartu (Assyrië), …. Simbar-Šipak, onderkoning van de god Enlil, gunsteling van … vereerd herder… was bijzonder bezorgd over de renovatie van de tempel E-kur en de stad Nippur. Hij liet een troon … vervaardigen en oprichten, geschikt voor Enlils verheven positie als oppergod. Hiermede moge, wanneer … Enlil … op deze troon zetelt, het lot van Simbar-Šipak … gunstig bepaald worden.

In zijn wijding aan Enlil, beschrijft hij zichzelf als, “hij die de paden van Anum en Dagan in orde brengt, hij die hun cultus in stand houdt.”

### Andere bronnen
Het Zonnegodtablet van Nabu-apla-iddina verhaalt dat “tijdens de troebelen en de wanorde in Akkad”, de Sutû, de “kwade vijand”, het idool van de cultus van Šamaš in Sippar omvergeworpen had. Simbar-Šipak, had geprobeerd het terug te vinden maar was daarin niet geslaagd vanwege onvoldoende goddelijke steun – daarom hilg hij een zonneschijf (“nipḫu”) op als vervangend idool, stelde regelmatige offers in, en steld Ekur-šum-ušabši, de ziener en priester van Sippar aan bij de tempel.
De Religieuze Kroniek wordt verondersteld gebeurtenissen uit zijn regeringstijd te beschrijven, gebaseerd op de volgorde van zijn voorgangers, en verschaft een aantal vrij duistere omens zoals “een wolf verschool zich in het westen,” “een das in de Uraš-poort bij de deur van het huis van de šatammu (tempel administrator),” “twee herten kwamen Babylon binnen,” en als meest dreigend teken “op de 26e dag van de maand Simanu, in het zevende jaar, veranderde de dag in nacht en was er een vuur in de lucht,” een zonsverduistering die verondersteld wordt plaatsgehad te hebben op de 9e mei 1012 v.Chr. De zaken schijnen in neerwaartse richting gegaan te zijn vanaf het 13e jaar. Drie jaar achtereen kwam de strijdwagen van Bel niet tevoorschijn. In het 18e jaar was er een golf water die van de Ishtarpoort Babylon inkwam, twee soldaten doodde en een afgodsbeeld van zijn voetstuk stootte. Dit was ook het jaar waarin zijn bewind tot een gewelddadig einde kwam, waarschijnlijk door de hand van zijn opvolger, Ea-mukin-zēri, “met het zwaard,”. Dit stortte het land opnieuw in de wanorde. Hij “werd begraven in het paleis van Sargon.”

## Inscripties
1. ↑  Annals of Ashurbanipal II, ii 84: msi-bir šar4 kurkar-du-ni-áš.
2. ↑  King List A, BM 33332, iii 6, afgekort tot mším-bar-ši.
3. 1 2  Dynastic chronicle (ABC 18) v 2-4.
4. ↑  Synchronistic King List, Assur 14616c, iii 1–2 (hersteld).
5. ↑  Bronze Arrow Head, 2 9/16 in. (6.5 cm.) high, Christie’s, New York, 7 December 2011, lot 13, sale 2490.
6. ↑  Eclectic Chronicle (ABC 24) BM 27859 obverse, lines 12-13.
7. ↑  Neo-Babylonian Clay Cuneiform Tablet, Edgar J. Banks Collection, Spurlock Museum, University of Illinois at Urbana Champaign, Museum referentie WHM 13.14.1729 (voorheen UIOM 2499) en British Museum duplicaat BM 82953 (83-1-21,116).
8. ↑  The Sun God Tablet, BM 91000 i 13-23.
9. ↑  Religious Chronicle (ABC 17) tablet BM 35968, ii 1–25.